# Río Mendoza
Der etwa 270 oder 350 km lange Río Mendoza ist ein wichtiger Fluss in der Provinz Mendoza in West- und Zentralargentinien.

## Verlauf
Der Río Mendoza entspringt in den östlichen Anden (bei Las Cuevas oder bei Punta de Vacas) und wechselt zunächst seine von Felsschluchten gerahmten Fließrichtungen stark; erst nach der Talsperre Potrerillos fließt er eine Zeitlang relativ konstant nach Osten. Er passiert die südlich von Mendoza gelegene Großstadt Luján de Cuyo, wo er sich in Richtung Nordosten wendet, um schließlich im Sumpfgebiet der Lagunas de Guanacache zu versickern.

## Nutzung
Der Río Mendoza dient zur Trinkwasserversorgung der Städte Mendoza und Luján de Cuyo sowie zur Bewässerung des auch international bekannten Weinbaugebiets bei Mendoza. 

## Aktivitäten
Ca. 20 km südwestlich von Mendoza befinden sich die Termas de Cacheuta, ein Erholungsgebiet mit heißen Quellen. Beliebt sind auch Rafting- und Kanufahrten im Wildwasser des Oberlaufs des Flusses.